# Hermann von Helmholtz-Zentrum für Kulturtechnik
Das Hermann von Helmholtz-Zentrum für Kulturtechnik (ZfK) ist ein Zentralinstitut der Humboldt-Universität zu Berlin (HU). Es verfolgt als Zentralinstitut projektbezogene multidisziplinäre Forschung, interdisziplinäre Lehre und ihre Gestaltung. Die Kulturtechnikforschung verbindet dabei in exemplarischer Weise die Erforschung von wissenschaftlichen Sammlungen, eine forschungsnahe objekt- und materialorientierte Lehre und eine neuartige Wissenschaftskommunikation im offenen Labor des Humboldt Forum und im Tieranatomischen Theater. Auf der Basis einer einzigartigen Infrastruktur verknüpft das ZfK in der Kulturtechnikforschung historisch und zukunfts-orientierte Perspektiven auf der Ebene von Praktiken, Materialien und Objekten des Sammelns, Forschens und Gestaltens. Dadurch wird im Herzen der disziplinär organisierten Universität in der Tradition des Bauhauses ein Modell für die Humboldtianische Universität der Zukunft geschaffen.
Geleitet wird das ZfK seit 2021 von Sharon Macdonald.

## Das Technische Bild
Die Forschungsstelle „Das Technische Bild“ wurde im April 2000 am Hermann von Helmholtz-Zentrums für Kulturtechnik und dem Institut für Kunst- und Bildgeschichte gegründet. Die Leitung übernahm bis 2005 Horst Bredekamp, bis 2018 wurde „Das Technische Bild“ von Matthias Bruhn geleitet, seit September 2019 ist Katja Müller-Helle die neue Leiterin.
Ziel der Forschung ist die Funktionen von Bildern und Bildgebungsverfahren im naturwissenschaftlich-technischen und medizinischen Bereich zu erforschen. Bilder werden als Ergebnisse unterschiedlichster Versuchsanordnungen, Apparaturen, Bildträger und Wiedergabeformen betrachtet und reichen von der handgestalteten anatomischen Buchillustration bis zur dynamischen Aufzeichnung von Messdaten. Gemeinsam sind ihnen besondere ästhetische Eigenschaften, mit denen Ergebnisse visualisiert und Erkenntnisse veranschaulicht werden können, die auf anderem Wege offensichtlich nicht zu haben wären. Gegenstand des Projektes sind diese bildlichen Werkzeuge, die der wissenschaftlich-technischen Erkenntnisgewinnung und Wissensvermittlung dienen. Aus der Verbindung naturwissenschaftlicher Visualisierungsstrategien und bildkritischer Mittel soll eine Theorie bildhafter Erkenntnis entwickelt werden, die zur Überprüfung der Bildgebungs- als auch der Beschreibungstechniken beitragen kann.

## Theorie und Geschichte der Kulturtechniken
Der Begriff der Kulturtechnik, dessen historischer und theoretischer Durchdringung sich ein Schwerpunkt des Hermann von Helmholtz-Zentrums widmet, baut auf dem Zusammenspiel von Bild, Schrift und Zahl auf, das von der Forschergruppe Bild Schrift Zahl (BSZ) exemplarisch untersucht wurde.
Die Forschergruppe BSZ ist in den Jahren 2001–2007 von der Deutschen Forschungsgemeinschaft gefördert worden. Die einzelnen Teilprojekte der Forschergruppe »Bild-Schrift-Zahl« wurden von Hochschullehrern der Humboldt-Universität zu Berlin, der Technischen Universität Berlin sowie der Freien Universität Berlin geleitet.  Bearbeitet wurde das Themenfeld zwischen Technik und Kultur unter dem Eindruck der »Digitalen Revolution«, die durch den umfassenden Einsatz von Computern und offenen Rechnernetzen weit über die Wissenschaften hinaus charakterisiert ist.
Das Spektrum der BSZ-Forschungen überdeckt Bild, Schrift und Zahl als Basismedien der modernen Kommunikation – in ihrer historischen Genese bis zu ihrer aktuellen Wirkmächtigkeit bei der digitalen Kodierung, Speicherung und Verarbeitung. Einzelthemen reichen von Rechen- und Kalendertechniken der Kulturen des Zweistromlands, der Formierung der griechischen Geometrie und des griechischen Alphabets, mittelalterlichen Schreib-, Zeichen- und Rechenformen oder dem frühen Buchdruck bis zu Hypertexten, zum technischen Bild, zu visuellen Argumentationsweisen und zu programmierten Modellbildungen.
Selbstverständlich konnte nicht das ganze Feld von Bild, Schrift und Zahl abgedeckt werden, was ja in gewisser Weise eine Definition aller Kulturtechnik darstellt. Die Gruppe griff also auf die reichhaltigen Detaildarstellungen unterschiedlicher Einzelwissenschaften zurück und konzentrierte sich auf Bruchlinien und Differenzen, die zu medialen Transformationen und Transfers führen – oder geführt haben. Akzente lagen einerseits auf einer medienhistorischen Analyse und andererseits auf dem aktuellen Prozess der Digitalisierung. Allgemeiner gesagt, ging es vorrangig um die mathematisch-orientierten Symboltechniken und um die Umbrüche in diesen Symboltechniken.
Der Begriff »Kulturtechnik«, der die Arbeit des Hermann von Helmholtz-Zentrums beschreibt, wird so genauer definiert – und auch eingeschränkt. Es geht nicht um ein organisch gewachsenes, gar umfassendes Bild von »Kultur«, sondern um eine Bestimmung wesentlicher Elemente an ihren Entstehungs- und Wandlungsstellen. Das Ziel ist nicht die vollständige Bestandaufnahme, sondern die präzise Bestimmung des Transfers von Vorstellungen, von Kultur und von Technik – bis hin zum Eingriff in aktuelle innerwissenschaftliche Diskussionsprozesse.
Projekte
2001–2004
- »Stoicheia« (Jochen Brüning)
- Zur Verschränkung von Bild, Schrift und Zahl im Kalender (Thomas Macho)
- Die Lesbarkeit der Welt (Horst Wenzel)
- Repräsentationsprobleme unter Ludwig XIV. (Horst Bredekamp)
- Die Trigonometrie von Bild und Klang (Friedrich Kittler)
- »Schriftbildlichkeit« (Sybille Krämer)
- Visuelle Argumentationen (Wolfgang Coy)
- Die Digitalisierung von Bild, Schrift, Zahl und Ton (Bernd Mahr)

2004–2007
- Repräsentation als Kulturtechnik (Horst Bredekamp, Pablo Schneider)
- Die Alphabetisierung der Mathematik (Jochen Brüning, Gloria Meynen)
- Zeigen und Verweisen (Jochen Brüning, Gloria Meynen)
- Kulturtechniken: Ordnungsinstrumente (Eva Cancik-Kirschbaum)
- Bild, Schrift, Zahl in der Turing-Galaxis (Wolfgang Coy, Grassmuck)
- Musik und Mathematik (Friedrich Kittler, Philip v. Hilgers, Ana Ofak)
- Von der Schrift zur Spur (Sybille Krämer, Gernot Grube, Werner Kogge)
- Kulturtechniken der Synchronisation (Thomas Macho, Erich Hörl, Robert Dennhardt)
- Aufklärung des Modellbegriffs (Bernd Mahr, Reinhard Wendler, Jens Gulden)
- Die Lesbarkeit der Welt (Horst Wenzel, Jörn Münkner, Moritz Wedell)

Aktuelle Projekte
- Koordinierungsstelle für wissenschaftliche Universitätssammlungen in Deutschland
- Cluster of Excellence “Matters of Activity. Image Space Material”
- Forschungsstelle „Das Technische Bild“
- BINDING BODIES. Perspektiven auf gebundene Füße
- Queering the museum? An anthropological toolkit for intersectional relations in the arts
- inherit – heritage in transformation

## Exzellenzcluster am ZfK
2012–2017
- Exzellenzcluster »Bild Wissen Gestaltung. Ein interdisziplinäres Labor«

2018–2025
- Exzellenzcluster Matters of Activity. Image Space Material